# アマット・ウンバイ
アマット・ウンバイ（Amath M'Baye、1989年12月5日 - ）は、フランス・ボルドー出身のバスケットボール選手である。ポジションはフォワード。身長206cm、体重97kg。

## 来歴
オクラホマ大学を卒業後、2013年に来日し、三菱電機ダイヤモンドドルフィンズ名古屋に入団。
2016年オフ契約解除。

### イタリアでのキャリア(2016-2019)
2016-2017シーズンはレガ・バスケット・セリエAに所属するブリンディジでプレー。
2017-2018シーズンもイタリアでのプレーを選択し、ユーロリーグとレガ・バスケット・セリエAに所属するオリンピア・ミラノでプレーした。
2018-2019シーズンはバスケットボール・チャンピオンズリーグとレガ・バスケット・セリエAに所属するヴィルトゥス・ボローニャでプレーした。

### トルコでのキャリア(2019-2023)
2019年7月26日、バスケットボール・スーパー・リーグに所属するカルシュヤカSKとの契約が発表された。国内リーグでは23試合に出場し、1試合平均26.1分の出場で、11.7得点、3.6リバウンド、2.8アシストという成績、FIBAヨーロッパカップでは14試合に出場し、1試合平均25.2分の出場で、12.5得点、4.1リバウンド、2.9アシスト、1.3スティールという成績を残した。
2020年7月4日、再契約が発表された。国内リーグでは25試合に出場し、1試合平均28.8分の出場で、15.0得点、4.0リバウンド、2.3アシスト、1.2スティールという成績、プレーオフでは7試合に出場し、1試合平均26.4分の出場で、9.4得点、2.6リバウンド、1.7アシストという成績、バスケットボール・チャンピオンズリーグでは15試合に出場し、1試合平均31.1分の出場で、16.1得点、3.7リバウンド、1.8アシストという成績を残した。
2021年8月10日、3シーズン連続となる再契約が発表された。国内リーグでは26試合に出場し、1試合平均30.0分の出場で、15.1得点、4.5リバウンド、1.9アシスト、1.0スティール、プレーオフでは3試合に出場し、14.7得点、4.7リバウンド、2.0アシスト、バスケットボール・チャンピオンズリーグでは9試合に出場し15.7得点、4.6リバウンド、1.9アシスト、1.2スティールという成績を残した。
2022年6月30日、ユーロリーグとバスケットボール・スーパー・リーグに所属するアナドル・エフェスSKとの契約が発表された。

### パリ・バスケットボール(2025-)
2025年7月2日、ユーロリーグとLNBプロAに所属するパリ・バスケットボールへの加入が発表された。

## フランス代表
フランス代表として、2019年FIBAバスケットボールワールドカップに出場し、順位決定戦も含めた全8試合でスターターを務め、決勝ラウンドではアメリカを撃破するなどチームの3位入賞に大きく貢献した。

## 経歴
- オクラホマ大学 - 三菱電機（2013 - 2016) - ブリンディジ(2016-2017) - オリンピア・ミラノ(2017-2018) - ヴィルトゥス・ボローニャ(2018-2019) - カルシュヤカSK(2019-2022)- アナドル・エフェスSK（2022-2023）- PBC CSKAモスクワ（2023-2025） - パリ・バスケットボール(2025-)